# ديفيد ميلر (لاعب دارت)
ديفيد ميلر (بالإنجليزية: David Miller)‏ هو لاعب دارت أمريكي، ولد في 24 يونيو 1955 في كلايتون في الولايات المتحدة.

## وصلات خارجية
- دايفيد ميلر على موقع DartsDatabase.co.uk (الإنجليزية)